# Eria sumatrensis
Eria sumatrensis är en orkidéart som beskrevs av Henry Nicholas Ridley. Eria sumatrensis ingår i släktet Eria och familjen orkidéer. Inga underarter finns listade i Catalogue of Life.